# Морфи
Морфи, още Мирсан или Мирасан (на гръцки: Μόρφη; до 1927 година: Μοιρασάνη, Мирасани), е село в Егейска Македония, Република Гърция, дем Горуша (Войо), област Западна Македония.

## География
Селото е разположено на 860 m надморска височина, в областта Населица на около 25 km югозападно от град Неаполи (Ляпчища) и на около 15 km югозападно от Цотили.

## История

### В Османската империя
В края на XIX век Мирсан е гръцко село в южната част на Населишка каза на Османската империя. Александър Синве (Les Grecs de l’Empire Ottoman. Etude Statistique et Ethnographique), който се основава на гръцки данни, в 1878 година пише, че в Мирапани (Mirapani), Сисанийска епархия, живеят 300 гърци.
Според Васил Кънчов в 1900 година в Мирсанъ (Мирасанъ) живеят 280 гърци християни.
На Етнографската карта на Битолския вилает на Картографския институт в София от 1901 година Мирасан е чисто гръцко село в казата Населица на Серфидженския санджак с 63 къщи.
Според статистика на Серфидженския санджак на гръцкото консулство в Еласона от 1904 година в Мирасани (Μοιρασάνη), Населишка каза, живеят 300 гърци елинофони християни.
По данни на секретаря на Българската екзархия Димитър Мишев Мирасан (Mirassan) е под върховенството на Цариградската патриаршия и в него има 315 гърци патриаршисти.

### В Гърция
През Балканската война в 1912 година в селото влизат гръцки части и след Междусъюзническата в 1913 година Мирасан остава в Гърция. През 1913 година при първото преброяване от новата власт в Мирасани (Μοιρασάνη) са регистрирани 362 жители.
В 1927 година името на селото е сменено на Морфи.
Населението традиционно произвежда жито, картофи и други земеделски продукти, като се занимава и със скотовъдство.
| Име             | Име       | Ново име | Ново име | Описание            |
| --------------- | --------- | -------- | -------- | ------------------- |
| Барям или Барян | Μπαργιάν  | Гимнон   | Γυμνόν   | връх на Ю от Морфи  |
| Праморица       | Πραμορτσα | Рема     | Ρέμα     | река на ЮИ от Морфи |

| Година    | 1913 | 1920 | 1928 | 1940 | 1951 | 1961 | 1971 | 1981 | 1991 | 2001 | 2011 | 2021 |
| --------- | ---- | ---- | ---- | ---- | ---- | ---- | ---- | ---- | ---- | ---- | ---- | ---- |
| Население | 362  | 259  | 314  | 329  | 221  | 179  | 103  | 124  | 142  | 97   | 74   | 42   |